# Helionidia dumurae
Helionidia dumurae är en insektsart som beskrevs av M. Firoz Ahmed och Samad 1972. Helionidia dumurae ingår i släktet Helionidia och familjen dvärgstritar.
Artens utbredningsområde är Bangladesh. Inga underarter finns listade i Catalogue of Life.